# Wat Paknam Bhasicharoen

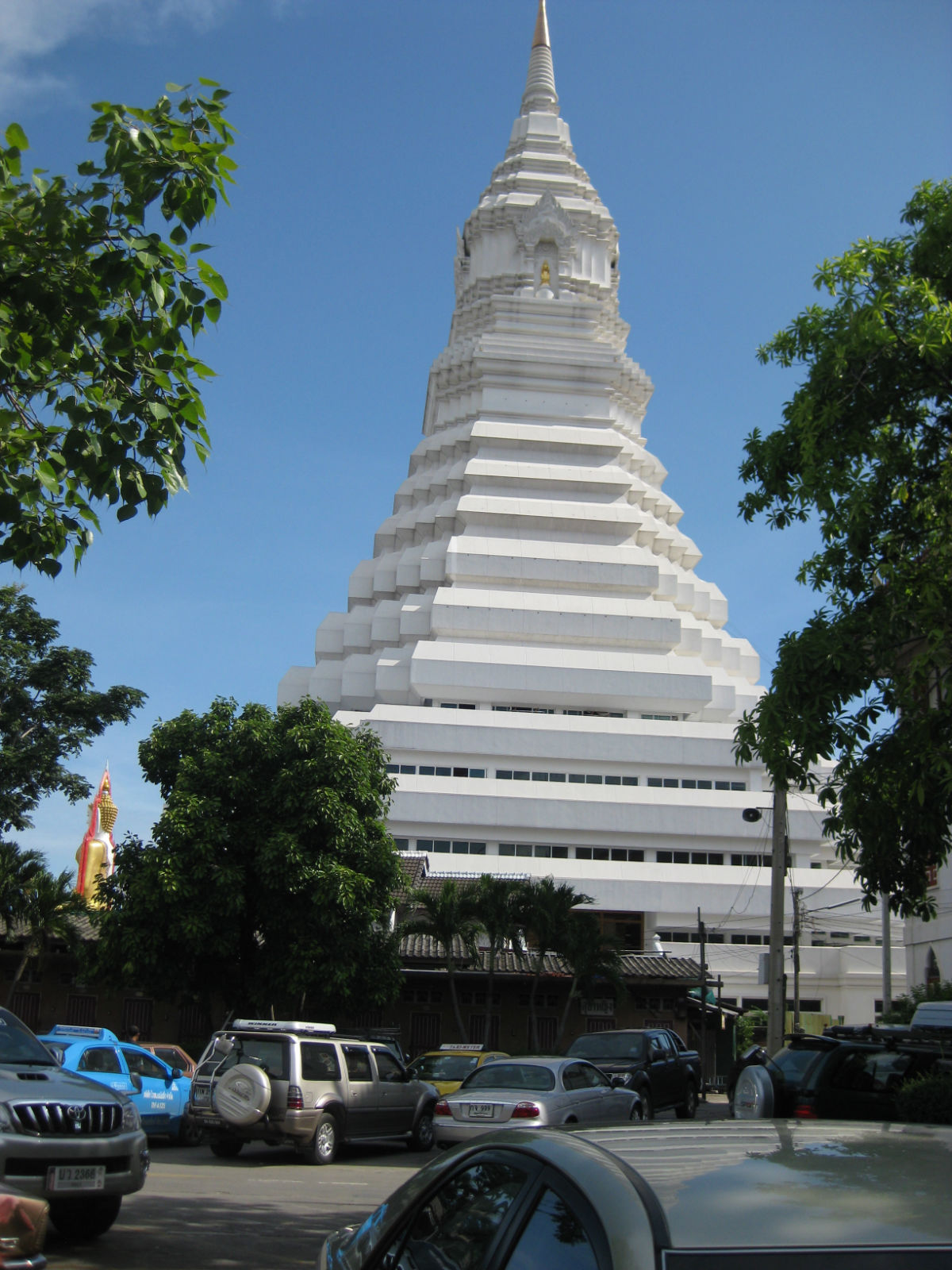
La nueva estupa del templo.

El templo de Paknam Bhasicharoen (en tailandés: วัดปากน้ำภาษีเจริญ) es un monasterio famoso en Tailandia. Está en una parte del delta del río Chao Phraya en Bangkok, en el borde del canal de Bangkok Yai. Antes se llamaba Templo de Samuttaram. 
El templo de Paknam Bhasicharoen es un templo, construido en la mitad del periodo Krungsri Ayudhya, desde el año 1488 hasta el 1629. Fue fundado por una dinastía, aunque en el archivo del templo no se dice claramente cómo se llamaba la dinastía. El templo estaba en una provincia llamada Thon Buri ( actualmente la provincia de Bangkok) y aparecía en una leyenda que el rey Rama III lo había convertido en el principal monasterio en aquel período. Las pruebas antiguas y la arquitectura demuestran que el rey y la reina lo empezaron a construir en la mitad del período de Krungsri Ayudhya.
El templo de Paknam Bhasicharoen está en una isla triangular. Podemos observar varios ejemplos de arquitectura y antigüedades, como la torre de Pra Trai Pi Dok, construidos con una excepcional habilidad por los artesanos que vivieron en el periodo de Pranarai Maharaj. Se empleó a un único técnico para construir la capilla. Luego llegó el primer abad, ya en el período de Somdet Phra Chao Ekkathat. Se trataba de un monje que se llamaba Phra kru Racha Munee.
En el archivo de Rattanakosin, aparece que el rey Rama I fue a entregar ropa para los monjes en el templo de Paknam. También Phra Chao Taksin donó  dinero para reparar el techo del templo. Luego el Rama III  remodeló el templo en el comienzo del período de Rattana Kosin y lo mantuvo. En el período del Rama V, éste permitió reparar el templo igualmente. Después otros miembros de la realeza fueron al templo para dar el Kra Tin (ropa de monjes para ponerse en la temporada de lluvias). En el período del Rama VI,  este templo se dañó. No había ningún abad, había sólo un administrador de otro monasterio.

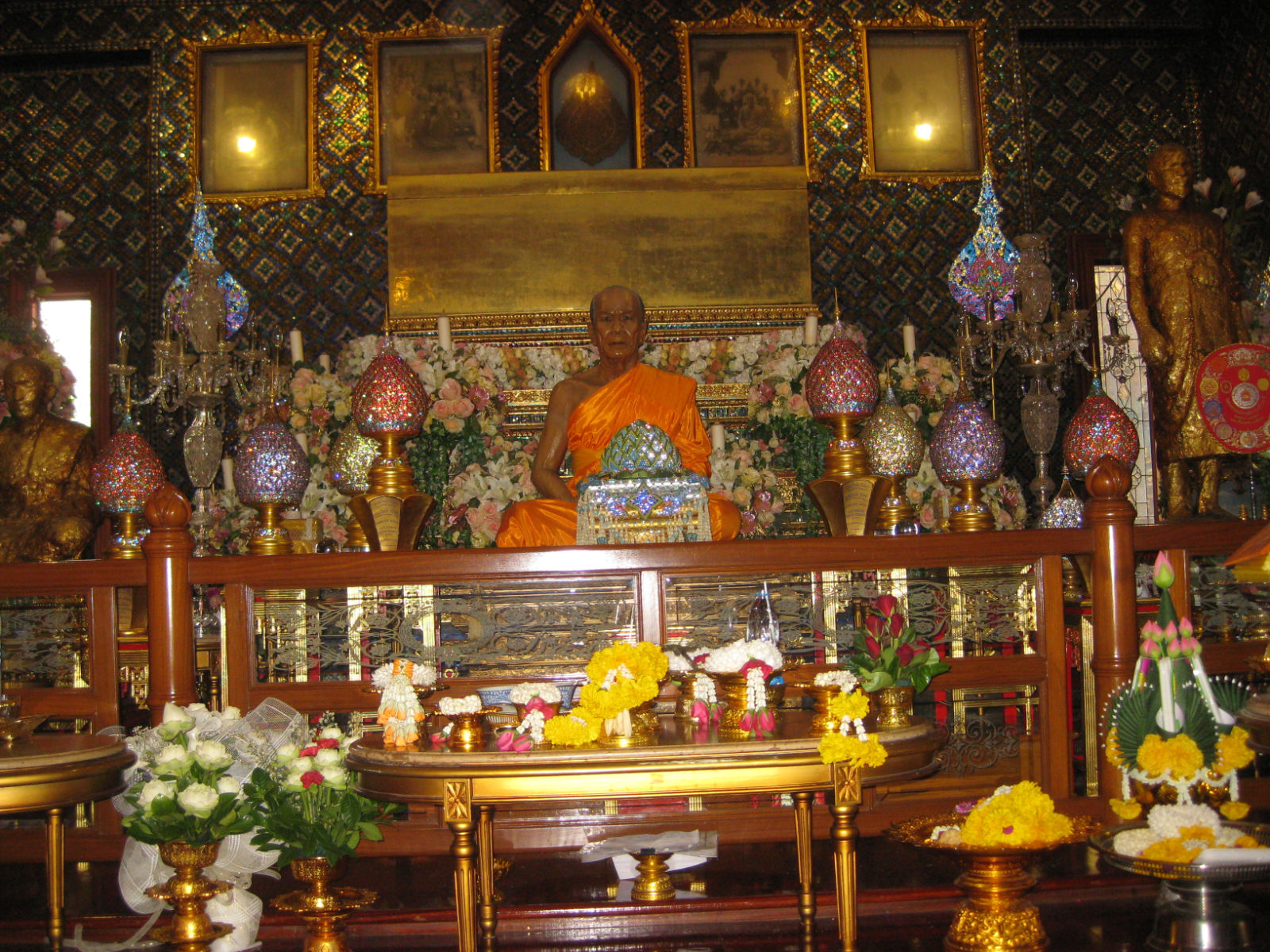
Estatua de Phra Samudsod Chantasaro en el templo.

Phra Samutsod Chantasaro fue por aquel entonces el abad nuevo del templo de Paknam Bhasicharoen. Enseñaba la doctrina de Buda y Samatha Wipassana Gummattathan (el camino para tranquilizarse y dejar los pecados). También promovía los estudios sobre teología y Pali. Estableció el colegio de la sagrada escritura más moderno de aquel momento. Ahora mucha gente va para aprender la doctrina de Buda. El colegio está creciendo y se ha convertido en un centro para la meditación y la educación en Pali. 
Phra Samutsod Chantasaro se convirtió en una divinidad del budismo comprometido y recibió la última promoción llamada Phramongkolthepmuni. En el período del rey Rat, trabajó como decano interino. 
Durante el reinado del rey Bhumibol Adulyadej, el templo de Paknam Bhasicharoen mejoró y pasó por una importante renovación. Los artesanos del período de Rattana Kosin, cambiaron casi toda la arquitectura del monasterio, pero la base sigue siendo la que se construyó originalmente.
- Datos: Q4921712
- Multimedia: Wat Pak Nam Phasi Charoen / Q4921712